# 在日韓国・朝鮮人の歴史
ここでは在日韓国・朝鮮人の歴史を、戦前、戦後に分けて記載する。

## 韓国併合以前
| 西暦   | 和暦     | 人数 |
| ------ | -------- | ---- |
| 1883年 | 明治16年 | 16   |
| 1884年 | 明治17年 | 1    |
| 1885年 | 明治18年 | 1    |
| 1886年 | 明治19年 | 0    |
| 1887年 | 明治20年 | 6    |
| 1888年 | 明治21年 | 7    |
| 1889年 | 明治22年 | 8    |
| 1890年 | 明治23年 | 9    |
| 1891年 | 明治24年 | 6    |
| 1892年 | 明治25年 | 5    |
| 1893年 | 明治26年 | 7    |
| 1894年 | 明治27年 | 7    |
| 1895年 | 明治28年 | 12   |
| 1896年 | 明治29年 | 19   |
| 1897年 | 明治30年 | 155  |
| 1898年 | 明治31年 | 71   |
| 1899年 | 明治32年 | 188  |
| 1900年 | 明治33年 | 196  |
| 1901年 | 明治34年 | 355  |
| 1902年 | 明治35年 | 236  |
| 1903年 | 明治36年 | 224  |
| 1904年 | 明治37年 | 233  |
| 1905年 | 明治38年 | 303  |
| 1906年 | 明治39年 | 254  |
| 1907年 | 明治40年 | 459  |
| 1908年 | 明治41年 | 459  |
| 1909年 | 明治42年 | 790  |
| 1910年 | 明治43年 | 不明 |
| 1911年 | 明治44年 | 2527 |
| 1912年 | 大正元年 | 3171 |

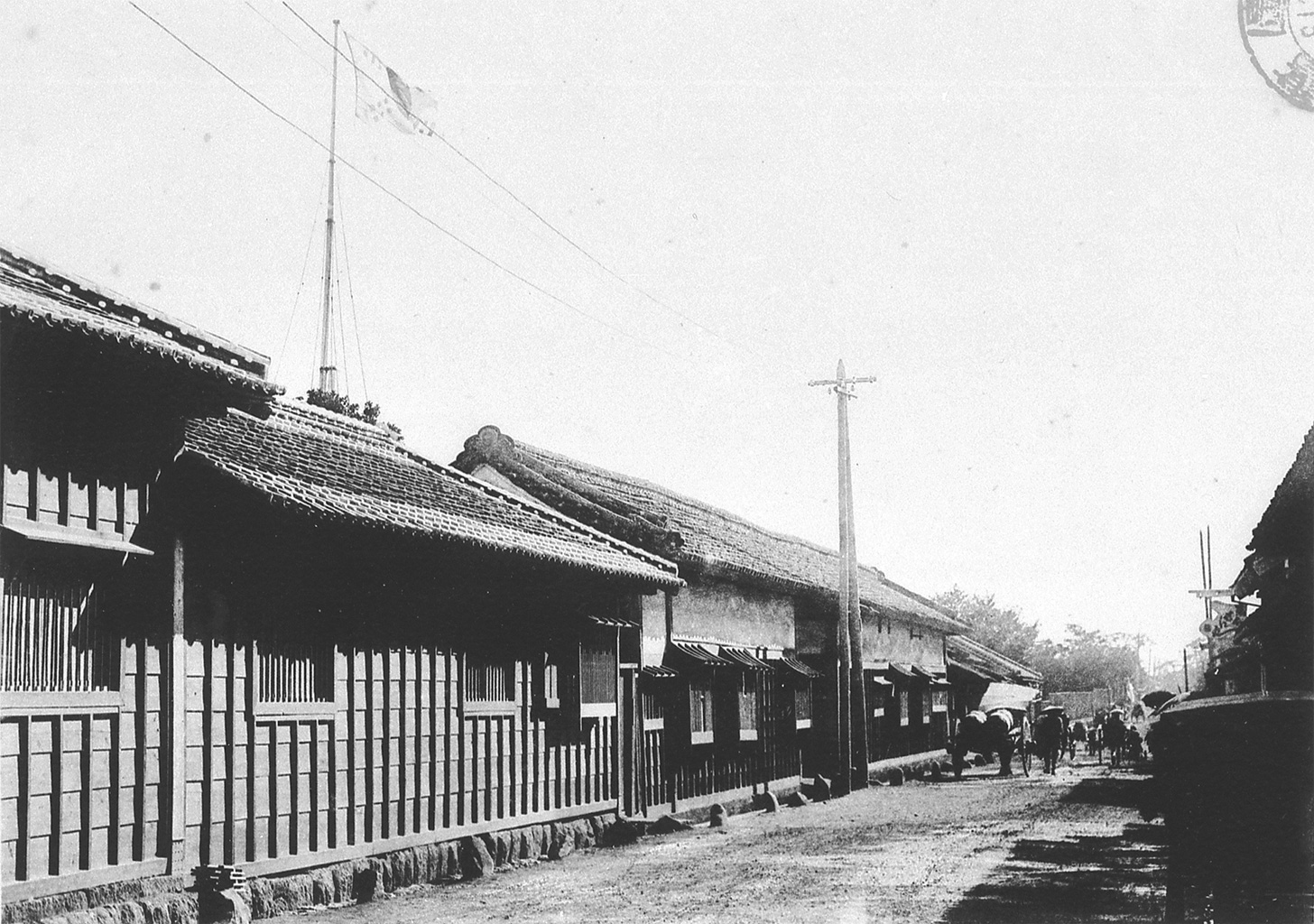
東京府麹町区中六番町（現在の千代田区四番町）にあった朝鮮公使館（1893年頃）。太極旗が掲揚されている。

1876年（明治9年、高宗13年）、日朝修好条規が結ばれ、「隠者の国」と呼ばれた朝鮮が開港・開国、1880年、金弘集らが第二次朝鮮通信使として来日、東京に朝鮮公使館が設置される。
その後、留学生や亡命者などが少しずつ入国し始める。この時期来日した著名人は、1884年（明治17年）、1895年（明治28年）と二度に亘って日本に亡命し、併合後は朝鮮貴族となり、朝鮮総督府中枢院顧問、副議長、貴族院議員などを勤めた朴泳孝、1882年、慶應義塾などで学び、甲午改革失敗後の1894年に上海で閔妃の刺客に斃れた金玉均、金玉均を暗殺するために来日した宋秉畯、乙未事変に関わった禹範善を日本で暗殺した高永根、独立協会を結成した尹致昊、徐載弼、1905年、1915年と2度に亘って留学し、1919年の「二・八独立宣言」の起草に加わった李光洙、日本への留学・亡命後、三・一独立運動の「独立宣言書」の起草に係わった崔南善、崔麟、孫秉煕、呉世昌、権東鎮などがいる。
なお、1897年までの国名は大朝鮮國、1897年から1910年までの国名は大韓帝國である。

## 韓国併合からサンフランシスコ条約発効まで
韓国併合により、大韓帝国臣民は朝鮮半島在住者も含めて日本国籍とされた。この節では併合前の日本国内、外地、租借地等に在住していた韓国人について記述する。朝鮮半島在住者については日本統治下の朝鮮参照。

### 戦前の朝鮮人移入の背景
注：ここで述べる背景・経緯は、日本統治時代の朝鮮、1945年の日本の敗戦以前から日本に居住する朝鮮人に関するものである。
1910年（明治43年）8月29日の「韓国併合ニ関スル条約」に基づく韓国併合（朝鮮併合/日韓合邦）以前から朝鮮人は日本に流入し、留学生や季節労働者の朝鮮人が日本に在留していた。韓国併合以降はその数が急増した。
内務省警保局統計は、1920年（大正9年）に約3万人、1930年（昭和5年）には約30万人の朝鮮人が在留していたとしている。一方、「大正9年（1920年）および昭和5年（1930年）の国勢調査（民籍別）」を記載した1938年（昭和13年）発行の年鑑によれば朝鮮人の民籍は、大正9年（1920年）で40,755人、昭和5年（1930年）で419,009人との記載がある。したがって、この十年で人口増は378,254人ということになる。
日本政府は徴兵のために労働力が不足した戦時の数年間を除き、戦前戦後を通じて日本内地への渡航制限などにより朝鮮系日本人の移入抑制策を取ったが、移入は止まらなかった。
朝鮮系日本人が日本に移入した要因として、以下の社会的変化が挙げられる。
- 朝鮮南部は人口密度が高い上に李氏朝鮮時代から生活水準が低かったため、生活水準の高い日本内地を目指した[6]。
  - 朝鮮内における朝鮮人の賃金は、日本における朝鮮人の賃金の約5割から7割に過ぎず、しかも、日本は、朝鮮よりもはるかに雇用機会が高かったため、朝鮮人は日本に渡った[9]。
  - 朝鮮人の賃金よりもさらに低賃金の中国人が1882年以降朝鮮に移民し、次第に朝鮮人と競合するようになり、朝鮮における朝鮮人の失業をもたらした[10]。
- 朝鮮における農業生産体制の再編
  - 併合後の朝鮮では農村を含めた経済システムが再編され、特に1910年から1918年にかけて行われた土地調査事業によって植民地地主制が確立し、日本人地主と親日派朝鮮人地主へと土地所有権が移動したといわれ[11]、その結果、土地を喪失した多くの農民が困窮し、離農・離村したことが日本への移住につながったとしている[12]。また、産米増殖計画による米の増産と日本への過剰輸出が、朝鮮半島で1人当たりの米の供給量激減と米価の高騰を招き、小作農などの人々を困窮させ[13][14]土地の収奪・農民の没落が進行し[15]、日本への移住に拍車をかけたとする論もある。1985年に土地事業当時の公文書が大量に発見されてからは実証研究がなされるようになり[16]、2004年には「日本による土地収奪論は神話である」と李栄薫が主張している[17]。
  - 山本有造によると、土地調査事業によって所有者が判明せず、日本に収められた朝鮮の農地は全体の3%前後（多くても10%）であるとしている[18]。
  - 李栄薫によると、朝鮮全土484万町歩の土地の大部分が民有地、残りの12.7万町歩が国有地とされ、国有地も1924年までは日本人ではなく朝鮮人の小作人に有利な条件で払い下げられたもので[19]、土地収奪論は1955年に東京大学留学中の李在茂による創作としている[16]。
- 日本における資本主義の発展によって、第一次世界大戦による好況下、労働力需要が高まったこと、人件費の高騰を抑え、国際競争力の源泉である低賃金労働力として朝鮮系の労働力を必要としたことが挙げられる。これが朝鮮系の日本への移住を促進した[20][21]。
  - 特に紡績業界は、1891年を最初として、1915年以降は頻繁に、朝鮮人労働者を公募した[22]。紡績業界は、低賃金・長時間労働を強いられる下層労働市場であり、日本人が賎業として忌避する仕事で日本人以下の低賃金・低級な生活状態であっても、朝鮮人は粗衣・粗食で黙々と従事した為、このような稼業の労働力として必要とされるようになったとも言われる[23][24][25][26][27][28][29]。一般の日本人に忌避された仕事は、元々、被差別部落民や社会的マイノリティの仕事であったが、朝鮮人労働者は、それらよりも低廉な労働力として入り込み、その居住地も当初、被差別部落の中にあった[30]。このような貧しくて日本に流れてきた朝鮮人がいる一方で、朝鮮において「京城紡織株式会社」のように戦後まで続く大手の紡績会社を経営して成功した朝鮮人もおり、このような姿は資本主義の萌芽が日韓併合時に朝鮮で生まれたものであるとする研究者もいる[31]。

- 1910年-1940年にかけて朝鮮では年平均1.3%の人口増加率を記録し、世界的に見て高い人口増加率が記録されている[32]。
- 1910年-1940年にかけて朝鮮では年平均3.7%の経済成長率を記録し、世界恐慌下にあった海外とは異なり高度成長を遂げている[32]。

大日本帝国政府は、第一次世界大戦終了後、朝鮮人流入に起因する失業率上昇や、犯罪増加に悩まされており、朝鮮人の日本内地への流入を抑制する目的で満洲や朝鮮半島の開発に力を入れた。
朝鮮系労働者の流入は日中戦争および太平洋戦争により増加していった。併合当初は土建現場・鉱山・工場などにおける下層労働者で、単身者が多くを占める出稼ぎの形態をとっていたが、次第に家族を呼び寄せたり家庭を持つなどして、日本に生活の拠点を置き、永住もしくは半永住を志向する人々が増えた。
1945年（昭和20年）8月終戦当時の朝鮮系日本人の全人口は約210万人ほどとする報告もある。その9割以上が朝鮮半島南部出身者であった。このうちの多くが第二次世界大戦終戦前の10年間に渡航したと考えられている。
- 1934年（昭和9年）10月 -  岡田内閣は「朝鮮人移住対策ノ件」を閣議決定し、朝鮮系の移入を阻止するために朝鮮、満洲の開発と密航の取り締まりを強化[6][7]。
- 1939年（昭和14年）9月 - 朝鮮総督府の事実上の公認のもと、民間業者による集団的な募集の開始
- 1942年（昭和17年）3月 - 朝鮮総督府朝鮮労務協会による官主導の労務者斡旋募集の開始（細かな地域ごとに人数を割り当て）
- 1944年（昭和19年）9月 - 日本政府が国民徴用令による徴用

この時期は兵役により不足した日本の労働力を補うため、朝鮮半島からの民間雇用の自由化（1939年）、官斡旋による労務募集（1942年）により朝鮮系日本人が急増した。1939年（昭和14年）から1945年（昭和20年）までに朝鮮系日本人の人口は約100万人増加した。このうち約70万人は自ら進んで内地に職を求めてきた個別移住者とその間の出生で、残りの約30万人の大部分は工鉱業、土木事業の募集に応じてきた者である。
1944年（昭和19年）9月から始まった朝鮮からの徴用は翌1945年（昭和20年）3月に下関-釜山間の運行が止まるまでの7月間であり、合計人数は245人である。1974年（昭和49年）の法務省・編「在留外国人統計」では、朝鮮系の日本上陸は1941年 - 1944年の間で1万4514人とされ、同統計上同時期までの朝鮮人63万8806人のうち来日時期不明が54万3174人であった。朝鮮半島での労務募集の実態や日本国内での朝鮮系労働者の待遇・生活については、その人数や規模などを含めて、現在も議論が続いている。
日本が在日朝鮮人の北朝鮮帰還事業を行った際に韓国側などが「在日朝鮮人の大半は戦時中に日本政府が強制労働をさせるためにつれてきたもので、いまでは不要になったため送還するのだ」などと中傷し、日本の外務省は「在日朝鮮人の引揚に関するいきさつ」を発表して反論した。日本国内での労働に従事した朝鮮人の中には、「タコ部屋労働」のような、自由を奪われた状況に置かれた者もあった。。
なお、2005年の日韓基本条約関係文書公開に伴う韓国政府に対する補償申請者は、2006年3月の時点で総受理数21万件のうち在日韓国人からは39人に留まっており、これは樺太（サハリン）からの5996件に比べても極端に低い数である。
1945年以降は、日本は戦災によって国土が荒廃し、食料不足になり占領国からの食糧援助に頼らざるを得なくなったが、戦災に遭わなかった朝鮮は日本統治時代には食料を輸出できるほどの生産性を備えるに至ったことなどから、1946年3月までに在日朝鮮人のうち140万人の帰還希望者が日本政府手配などで朝鮮に帰還したが、戦後も朝鮮からの密航者が絶えず日本の治安問題となった。また、1945年に朝鮮半島に帰還したものの、その後に動乱を逃れて再び日本に移入した者も多かった。彼らとその子孫も、オールドカマーのうちに入れられることが多い。

### 戦前の朝鮮人
韓国併合（日韓併合）により、朝鮮半島の日本化が進行していくのと並行して、内地人と朝鮮人の軋轢が表面化した。生活上のトラブルや、皇室（桜田門事件）や李王家（李王世子暗殺未遂事件）を対象とした暗殺未遂事件が引き起されたこと、内地人（日本人）に比べて犯罪率が高い事などが原因とされる。。

#### 関東大震災
1923年（大正12年）9月1日に発生した関東大震災では、報道機関が機能不全に陥り、混乱に乗じて朝鮮人(「不逞鮮人」)による暴動が発生したなどの不確かな情報から自警団によって、朝鮮人の虐殺事件が関東各地で発生した。被害者には中国人や日本人もいた。
虐殺の原因は、朝鮮人が「暴徒化している」「井戸に毒を入れ、また放火して回っている」などの情報が流れたことに端を発しておりこのデマを流布した首謀者は、時の警視庁官房主事正力松太郎(後に読売新聞社主)であるとする主張もある。震災で焼け出された各新聞の記者が、警視庁官房に食糧や飲料が集まっているという情報を聞きつけ、手に入れようと次々に正力のもとを訪れ、そこで正力が「朝鮮人暴徒化の噂が流れている」とリークし、記者たちが記事にしたことによってデマが広がった（後に正力はこれを「虚報」と認めている）。後藤新平内務大臣兼帝都復興院総裁は正力に「朝鮮人暴動は事実だが自警団に任せて力で押しつぶせば必ず朝鮮人は報復する」として鎮静化を図った。警察や戒厳司令部は、このような不正確な情報が流布していることを察知し、全ての朝鮮人が悪いわけではないとして、自警団の武装を禁止し、警察と軍を信頼するよう声明を出した（右図参照）。
また、横浜市の鶴見警察署長・大川常吉は、保護下にある朝鮮人など300人の奪取を防ぐために、1000人の群衆に対峙して「朝鮮人を諸君には絶対に渡さん。この大川を殺してから連れて行け。そのかわり諸君らと命の続く限り戦う」と群衆を追い返した。さらに「毒を入れたという井戸水を持ってこい。その井戸水を飲んでみせよう」と言って一升ビンの水を飲み干したとされる。また、軍も多くの朝鮮人を保護した。
10月22日には、東京時事新報は「関東一帯を騒がした鮮人暴動の正体はこれ」と題し、名前が判明している者としては鄭塋・金孫順・姜金山・崔先卜・金実経・林松致・李王源・呉河模の8名、名前が一部判明している者としては金某の2名、氏名不詳の者としては約59〜60名の、一部の朝鮮人暴徒が放火、殺人、婦女暴行、掠奪、騒乱を約30件起こしたと報じた（取り押さえられた者6名、解放され行方不明となった者約36名、逃走した者9名、射殺された者1名、毒殺された者1名、起訴された者23名、起訴件数10数件で、尚も捜査中としている）。東京時事新報は、政府が朝鮮人による暴動事件について報道統制していたが、震災からしばらくたち記事差止が解除されたので、発表したとしている。
被害者数については諸説あるが、吉野作造は2613名余、大韓民国臨時政府の機関紙『独立新聞』は6415名、李承晩政府は1959年7月1日に関東大震災時に数十万の韓国人が大量虐殺されたと公式に主張した。
日本テコンドー協会会長の河明生によれば、関東大震災における朝鮮人殺害は、関東在住の朝鮮人の、関西への避難と、新規渡航者の関東回避をもたらし、在日本大韓民国民団は官憲が意図的に民衆に朝鮮人を襲撃させたと主張した。
1931年（昭和6年）の朝鮮排華事件の際には日本でも在日朝鮮人による中国人への襲撃事件が起きた。
日中戦争による戦時動員体制強化にともない朝鮮人の動員を進める必要に迫られたころ、日本政府は「内鮮一体」のもと、日本人と朝鮮人を同じく扱う政策をとった。朝鮮人は旧来の日本国民（内地人）とは別個の法的身分に編入されたが、日本国民としては不完全ながら公民権（選挙権、被選挙権、公務就任権など）を与えられた。「民族的出自によって差別的な不利益処分を受けることは原則としてありえない」という方針に、朝鮮の知識人が賛同した（李光洙など）。朝鮮出身者の中にも、日本国民として官公庁に勤務した者がいた。高等文官試験の受験資格も与えられており、キャリア官僚や判検事に任官した例もある。朝鮮人にも陸軍幼年学校や陸軍士官学校への入学資格が与えられ、日本陸軍の将軍・将校として日本兵を指揮した朝鮮人も多くいた。日本軍の将軍である洪思翊中将や李垠中将などは朝鮮名のままで日本軍に在職していた。のちの韓国大統領朴正煕も満州国軍軍官学校卒業後、日本の陸軍士官学校に留学し、卒業後は満州国軍で中尉となった。
第二次世界大戦の終戦以前に行われた選挙では朝鮮名のままで立候補した者も存在し、実際に衆議院議員に当選した者（朴春琴）もいる。また、多くの朝鮮人も華族（朝鮮貴族）として貴族院に議席を持っていた。

#### 日本内地への移入・密航
戦前から密航者や密航組織の摘発が頻繁に行われていた。1919年4月には朝鮮総督府警務総監令第三号「朝鮮人旅行取締ニ関スル件」により日本への移民が制限されるも、形骸化する。1925年10月にも渡航制限を実施したが、1928年には移民数がさらに増加している。1934年10月に岡田内閣は、朝鮮人の大量移入によって治安や失業率が悪化したため、移入を阻止するために朝鮮、満洲の開発を行うとともに密航の取り締まりを強化するための「朝鮮人移住対策ノ件」を閣議決定した。
1938年（昭和13年）12月26日には摘発された密航朝鮮人180人が強制送還されている。1939年1月には300人の密航朝鮮人が強制送還された。2月2日には密航朝鮮人128人が逮捕されている。3月1日から3月17日にかけて250余名の朝鮮人を強制送還している。このように余りに密航が多いため1939年（昭和14年）春から日本内地への渡航の取り締まりを緩和するようになったが、6月22日までに日本内地への渡航証明下付出願者は40,485人に上り、漫然渡航者として19,110人が論旨され、2,000人の密航者が摘発されている。また、朝鮮人のなかには渡航証明書を偽造して売りさばき巨利を貪るものもいた。1940年以降も内地渡航緩和が行われ、炭鉱だけでなく、工場、会社などへも道が開かれた。その一方で、第二次世界大戦中にも密航者は増加し、警察による摘発も行われていた。
当時の新聞では、福岡県の日産鉱業所では、400人の朝鮮人が採用されて、新築住居が与えられ、一人当たり月々20円以上朝鮮に送金していると宣伝された。

### 戦後の朝鮮人
日本の敗戦と共に、在日朝鮮人たちは各地で朝鮮人会、朝鮮人組合などの朝鮮人団体を結成し日本人との賃金格差撤廃などの運動を開始し、全国組織の在日本朝鮮人連盟へと急速に糾合されていった。また、敗戦後、朝鮮人らは中国人・台湾人などとともに「第三国人」と呼ばれた。三国人は自らを「連合国人」「解放民族」と自称し、集団強盗、略奪、強姦、殴打暴行、破壊、占拠監禁などをおこない、日本人との軋轢を生じさせることが多々あった。

### 帰国と滞在
終戦直後の1945年（昭和20年）8月24日、朝鮮人帰還者を乗せ釜山港へと向かった浮島丸が、連合国軍司令部の航行禁止命令により、舞鶴港への入港中、触雷・沈没して乗員約5000名のうち約550人が死亡する浮島丸事件などの事故もあったが、その後連合国軍最高司令官総司令部(GHQ)により送還事業が開始され、翌1946年までに徴用者を中心に140万名が朝鮮半島に帰還する一方、1939年9月の「朝鮮人労働者内地移住ニ関スル件」通達により朝鮮における雇用制限撤廃（自由募集）以前から滞在していた者を中心に約60万名が日本に残った。
GHQと日本政府は朝鮮人の引揚希望者を全員帰国させる方針であり、船便による具体的な送出人数に関してもGHQが指示を出している。また、日本国内（内地）の輸送に関しても具体的な指示が出ている。
その後、朝鮮人は戦勝国民でも敗戦国民でもない「第三国人」としてみなされるようになった。戦前・戦中から、朝鮮人の多くは日本の一般社会との交流に乏しく、港湾や鉱山、工場などでの労働によって生活していたため、日本語を巧く話せず、生活基盤は脆弱であった。GHQの計画に従い、大部分の人々が終戦後故郷へ帰る選択肢はあったものの、約4分の1が戦後も日本に定住するに至った。その後日本は戦後密航者も含めて在日の韓国への帰還を要請したが、韓国政府は消極的であり、後にとある日本人と在日韓国・朝鮮人双方から「棄民政策」として批判された。
1945年（昭和20年）9月、在日本朝鮮留学生同盟が設立される。同年10月15日に在日本朝鮮人連盟が設立され、翌1946年（昭和21年）10月3日には在日本朝鮮居留民団（現在日本大韓民国民団）が設立される。同年9月29日には坂町事件を報道した新潟日報が朝鮮人に襲撃される新潟日報社襲撃事件が起きた。同年11月末までに占領軍は連合国や朝鮮人や中国人についての批判を禁ずるとした検閲の指針を定めた。さらに同年11月10日、在日朝鮮人生活権擁護委員会を結成すると、朝鮮人に対する生活物資の優先配給を要求し、12月20日に皇居前広場で朝鮮人生活権擁護全国大会を開くと首相官邸を襲撃した（首相官邸デモ事件）。また、三国人が行政への脅迫によって米の二重三重配給を受けて密造酒を醸造し、神奈川税務署員殉職事件、高田ドブロク事件など税務署との衝突が多発し、職員に死傷者が出ることもあった。このため、1947年に国会に上程された「財務局及び税務署に在勤する政府職員に対する税務特別手当の支給に関する法律案」の趣旨説明で、法案に記載されている政府職員が事務の執行にあたり生命又は身体に著しい危険を及ぼす恐れがある場合とは、特殊な第三国人等に対する検査調査が該当するとしている。ソフトバンクグループ会長孫正義の父は密造酒で稼いだ資金を元にパチンコ店数十店舗を開くなどして財を成している。また、覚醒剤密造の72%が在日韓国人によって行われた。
1947年（昭和22年）5月の外国人登録令で、朝鮮人は、未だ日本国民ではあったが、外国人の入国について定める同令との関係では外国人とみなされるようになる。
1948年（昭和23年）の浜松事件ではヤクザ、警官隊、占領軍との抗争が行われた。1949年（昭和24年）4月8日、GHQの意向で在日本朝鮮人連盟が解散させられる。1950年（昭和25年）1月、祖国防衛隊が結成される。同年5月、在日本朝鮮留学生同盟では、北朝鮮派と韓国派との内部抗争で死傷者がでた。
1951年（昭和26年）1月、在日朝鮮統一民主戦線が結成される。1955年（昭和30年）、在日本朝鮮人総聯合会が設立される。
戦後、「朝鮮人には民族教育が必要である」との主張に基づき、各地に朝鮮人学級、続いて朝鮮人学校が設置された。これに対して1948年に、GHQの意向により朝鮮学校閉鎖令が出され、阪神教育事件に発展した。朝鮮人が兵庫県庁に突入して閉鎖令を撤回させるなどしたため、アメリカ軍は非常事態宣言を出して朝鮮人1,700人を逮捕した。1951年（昭和26年）3月7日の王子朝鮮人学校事件など朝鮮人学校をめぐる事件も続発した。

### 「自警」組織
終戦直後の混乱期、日本各地で鮮人が占領軍認可のもと、保安隊、警備隊、自治隊（コリアンポリス）などの警察類似行為を行う小規模な武装組織を作った。日本の警察はこれを黙認した。これらの組織はやがて在日朝鮮人の青年組織である在日朝鮮民主青年同盟が1946年1月に設立した「自治隊」の下に統合、日本の統制下をはなれた組織化がすすめられ、犯罪行為や行政・警察と衝突する事件が多発した。
このことからGHQの命令により制定された団体等規正令により「暴力主義的団体」とされ、1949年9月に解散。朝鮮人は、摘発を逃れるため地下に潜伏するに至った。鄭栄桓明治学院大学講師は、終戦直後の警察類似行為について、日本警察の容認の下に行われていたとし、それが遡及的に犯罪行為として扱われることとなったとしている。

### 戦後の密航
戦後、朝鮮半島から多くの朝鮮人が日本国内へ密航した。それは戦後日本から帰国したものの、朝鮮社会が混乱しており、生活が予期したほど良好なものでないため、再び日本に戻ろうとし、また日本が敗戦から復興したため、そこでの生活に憧れて渡航しようとしたことなどが、背景として指摘されている。特に政情不安に関して、1948年の済州島四・三事件がある。韓国政府による済州島民への虐殺は日本への難民を大量に生んだ。済州島四・三事件の鎮圧を命じられた韓国軍が韓国本土で反乱を起こした麗水・順天事件の際にも日本への密航者が生み出された。検挙者数は、男子より女子の方が多く、さらに1歳 から14歳までの幼児が全体の20％に達している。これは、肉体的に頑強な青壮年の多くが脱出に成功し、逃げ足の遅い婦女子や子供が検挙された結果であると指摘されている。
朝鮮北部では1946年8月以降北朝鮮労働党政権が成立、朝鮮南部でも同年11月に南朝鮮労働党が結成された。木村光彦（青山学院大学）によれば、朝鮮及び日本の共産党員は日本海を不法往来し、日本共産党員は自らの船を「人民艦隊」と呼び朝鮮・中国と密貿易・密出入国を繰り返し、日本に上陸した南北朝鮮の共産党員は工作員として活動した。日本共産党と在日朝鮮人は緊密に連携して日本での暴力犯罪を繰り広げ、日本社会に深刻な打撃を与えていることが国会でしばしば議論になるほどであった。
済州島四・三事件及び麗水・順天事件を政府は鎮圧したが、共産主義者の反政府活動及び保守派の主導権争いのために政情不安と経済的困難が深刻化した。1946年～1949年にかけて、正確な密航者数は把握できないが、日本への密航者の9割は在日朝鮮人であった。経済的理由から密航して来た者のうち著名人を例にすれば、1947年（昭和22年）に孫正義の祖父・父ら孫一族は日本に密航船で入国している。
検挙・強制送還された密航者数は5万人近く（森田芳夫「戦後における在日朝鮮人の人口現象」『朝鮮学報』第47号）に達し、未検挙者をその3倍～4倍と計算すると密航者総数は20万人～25万人規模となり、済州島からは4・3事件直後に2万人が「日本に脱出した」とされ、在日韓国・朝鮮人はしばしば、「潜水艦に乗ってきた」と言うが、これは密入国を意味すると述べている。
野口裕之（産経新聞政治部専門委員）は、韓国歴代保守政府及び過去の暴露を恐れる加害者の思惑から済州島四・三事件の真相は葬られているが、不都合な狂気の殺戮史解明にまともに取り組めば、事件で大量の密航難民が日本に押し寄せた正史も知るところとなろう、また在日韓国・朝鮮人の中で、済州島出身者が圧倒的な割合を占めるのは事件後、難民となり日本に逃れ、そのまま残った非合法・合法の人々数千人が原因である」と述べている。
1948年（昭和23年）4月には参議院で「朝鮮人の犯罪が餘りに多過ぎる。五十七萬の在留朝鮮人の中で一萬五千人からの犯罪者を出しておる 非常に多い。秩序が立たない大きな原因は、朝鮮人の犯罪であります」と強く問題視され、当時の総理大臣である吉田茂も「在日朝鮮人に対する措置」文書（1949年）において、在日朝鮮人の半数は不法入国者で、大多数の朝鮮人は日本経済の復興に全く貢献せず、多くは法の常習的違反者で、共産主義者など政治犯罪を犯す傾向が強く、常時7000名以上が獄中にいるという状態であることを伝えている。
1950年（昭和25年）に始まった朝鮮戦争時にも韓国政府による拷問や独裁から逃れるために密航者が生み出された。
密航は対馬を起点に漁師、ブローカー、日本国内の密航支援者が手引きしていたとされており、入管当局に見つかれば収容、強制送還の対象となった。1950年頃の密航船の監視は海上保安庁が当たっていたが、敗戦国の影響のため武装ができず、一方で朝鮮半島からの密航船は武装をしており、密航船の2割ほどしか検挙できない現状を当時の新聞は伝えている。また、韓国政府は日本が摘発した朝鮮人密航者の受け入れを拒否するため、強制送還できずに収容所に入れていたが、韓国政府は李承晩ラインにおいて韓国が抑留した日本人の返還条件として密航者を収容所から解放するよう要求した。
密入国に関する、当時の報道には、以下のようなものがある（掲載順）。
- 『産経新聞』1950年6月28日

「終戦後、我国に不法入国した朝鮮人の総延人員は約20万から40万と推定され、在日朝鮮人推定80万人の中の半分をしめているとさえいわれる」
- 『朝日新聞』1955年8月18日

「65万人（警視庁公安三課調べ）の在日朝鮮人のうち密入国者が10万人を超えているといわれ、東京入国管理局管内（1都8県）では、この昨年中のべ1000人が密入出国で捕まった。全国ではこのざっと10倍になり、捕まらないのはそのまた数倍に上るだろうという」
- 『朝日新聞』1959年6月16日

「密入出国をしたまま登録をしていない朝鮮人がかなりいると見られているが、警視庁は約20万人ともいわれ、実際どのくらいいるかの見方はマチマチだ」
- 『朝日新聞』1959年12月15日天声人語

「韓国から日本に逃亡してくる者は月平均五、六百人もある。昭和二十一年から昨年末までに密入国でつかまった者が五万二千人、未逮捕一万五千人で、密入国の実数はその数倍とみられる」
元秀一は、外国人登録証を所持して日本に合法的に居住できる朝鮮人と密航した朝鮮人で在日朝鮮人が形成されており、後者は主に済州島出身であり、これは済州島出自の在日朝鮮人が大阪市生野区を中心に9万人にのぼることと無関係ではなく、また、大阪市生野区を中心に偏在する在日朝鮮人の縁故を頼っての密入国も多く、大規模な密航は、日本統治時代、戦後の済州島四・三事件、ベトナム戦争時の徴兵逃れの三度にわたり、ほか離散家族の再会・同居、思想的に拘束を受けない日本の大学への留学、病気治療なども移住の理由にあるとしている。1984年には朝日新聞が「法務省の推定では、数万人の密航者が、息をひそめるように生活しているといわれる」と報じた。
佐藤勝巳は外国人登録証を不正入手した密入国者が存在し、ある時期、対馬に登録証の製造工場があったといわれ、敗戦直後日本から帰国した在日朝鮮人が再度日本に手続きなしで入国する場合は、登録証が売買され、そのため、ゆうれい登録証が大量に存在することを指摘している。
また、朝鮮総連系雑誌において弁護士洪正秀は、「本名、本籍や本当の生年月日が外国人登録と異なることが在日同胞の場合、多々あります」「実は私も朝鮮学校に通っていた時代には「尹（ユン）」という氏を使用していました。戦後、父が密航で日本にやってきて、他人の外国人登録を買ったためでした。そのため、親族と会うときは「洪（ホン）」の氏を使用し、学校では「尹」の氏を使用しました」と記している。

### 吉田首相の占領軍への朝鮮人送還嘆願書
| 年次                | 事件数 | 朝鮮人関係者数 |
| 1945（8月15日以降） | 5,334  | 8,355          |
| 1946                | 15,579 | 22,969         |
| 1947                | 32,178 | 37,778         |
| 1948（5月末時点）   | 17,968 | 22,133         |
| 合計                | 71,059 | 91,235         |

1949年（昭和24年）に吉田茂首相は連合国最高司令官ダグラス・マッカーサー元帥に送還費用は日本政府が負担するとした上で「在日朝鮮人の全員送還を望む」と題する朝鮮人送還を求める嘆願書を提出している。嘆願書では台湾人は比較的少数でありそれほど問題を起こさないが、朝鮮人に関しては半数が不法入国者であることを明らかにした上で、以下の問題点を指摘した。
1. 日本の食糧事情がひっ迫しており朝鮮人の分まで輸入するのは将来の世代への負債となり公正ではないこと。
2. 朝鮮人の大多数は日本経済の再建に貢献していないこと。
3. 朝鮮人は犯罪を犯す割合が高く、日本国の経済法規を破る常習犯であること。かなりの数が共産主義者とその同調者であること。投獄者が常に7,000人を越えること。

田中宏はこの嘆願が数多くの事実誤認と民族的偏見に基づいていることは明白だとし、当時の政府の歴史認識を批判している。吉田茂はこの書簡において朝鮮人全員を特別な許可を得た者を除いて原則本国送還することを主張したが、これがアメリカに受け入れられることはなかった。

### 朝鮮戦争

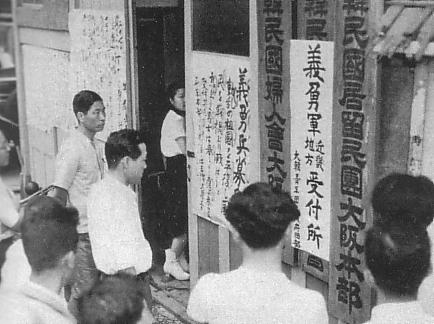
朝鮮戦争への義勇兵を募る在日本大韓民国居留民団

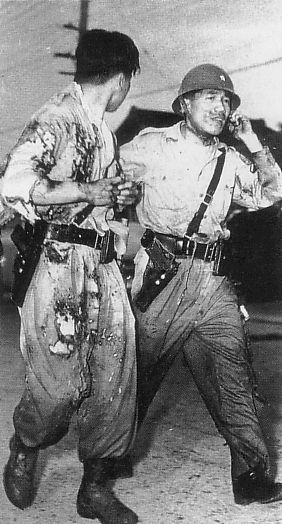
在日朝鮮人による火炎瓶攻撃で負傷した警察官（吹田事件）

1950年（昭和25年）6月25日の朝鮮戦争勃発後、朝鮮人は韓国側と北朝鮮側に分かれて反目し、下関事件、万来町事件、浅草米兵暴行事件、吹田事件など数々の大規模な騒乱事件や、枚方事件や親子爆弾事件などの工場襲撃事件を引き起こした。佐々淳行は、30万人の朝鮮人が日本共産党とともに武装蜂起し、「火炎瓶闘争」と呼ばれる暴力革命闘争を行い多数の警察官が死傷したとしている。1955年に結成された朝鮮総連（当時の「民戦」下の「祖国防衛隊」の事と思われる）は、警察による朝鮮人部落への強制捜査には硫酸瓶や火炎瓶で対抗し、1952年に制定された破壊活動防止法による調査指定団体となっている。
在日朝鮮人の暴力行為に関する、当時の報道には、以下のようなものがある（掲載順）。
- 『読売新聞』社説　1952年6月27日

「多衆集結ー脅迫的態度により異議を主張するは、いわば余計なおせっかいであり、明らかに内政交渉である。まして暴力によって警察関係官庁に正面から挑戦し、治安を乱すようなことは、もっての外というべきであろう。」
- 『読売新聞』 在日朝鮮人作家張赫宙 1952年7月15日

「諸君のこのごろの暴力行為は日共の指令によるといわれるが、･･･全く逆効果で、日本の人民は「朝鮮人は怖い」「朝鮮人がまた騒いだ」「他人の国で騒ぐのはもってのほかだ」と思っている、その通りだ。」
第二次世界大戦終結後、日本共産党とともにデモ活動などを積極的に行っていた朝鮮人は、朝鮮戦争が始まると共産主義者の処刑（保導連盟事件）を実行している韓国への帰国を躊躇するようになった。また、共産主義者ではなくとも韓国に帰国すれば韓国民として従軍しなければならなかった。6月29日、在日本大韓民国居留民団は義勇兵を募り6万名の志願者から選抜した2万名を韓国に送りだすことを発表した。韓国人647名、日本人150名の志願者が集まったものの、当初は韓国政府が受け入れを拒否するなどの事態があったが、後に占領軍が必要としたため、韓国人志願者644名を派遣した（その後、義勇兵の一部には韓国政府による工作訓練が施され工作船で日本に潜入し、新潟日赤センター爆破未遂事件を引き起こした）

## サンフランシスコ条約発効後

日本における在留外国人の推移

### 日本の全権回復、在日朝鮮人の日本国籍喪失
1952年（昭和27年）4月28日、連合軍の占領下にあった日本はサンフランシスコ講和条約の発効により主権を回復する。カイロ宣言に「奴隷状態にある朝鮮人に留意し朝鮮を独立させる」とあるように、朝鮮人は日本から独立した朝鮮半島国家に帰属する民族であることとなり、外国人登録法が施行され、通達（1952年(昭和27年)4月19日法務府民事局長通達・民事甲第438号「平和条約の発効に伴う朝鮮人台湾人等に関する国籍及び戸籍事務の処理について」）が出され、日本籍を持っていた朝鮮人らは日本国籍を有しないこととされた。
ここで国籍を喪失した者の範囲は、日本国との平和条約発効時（1952年4月28日午後10時30分）において、朝鮮戸籍令の適用を受けていた者である。したがって、現国籍法施行（1950年7月1日）より前に、朝鮮に地域籍をもつ者と婚姻した内地籍を有した妻や朝鮮籍を有した父に認知されるまで内地籍を有していた子も日本国籍をその時点で喪失したことになる。以降、韓国政府は日本国と韓国の間で政府間協定が結ばれていないとして在日朝鮮人の引き取りを拒否することになる。
その後も朝鮮人の引き揚げは継続された。1959年（昭和34年）に外務省は、朝鮮への国民徴用令適用による朝鮮人徴用は1944年9月から下関-釜山間の運行が止まる1945年3月までの7か月間であり、また、戦時中に徴用労務者として来た朝鮮人の内、そのまま日本に留まった者は1959年時点で245人に過ぎず、日本に在住している朝鮮人は、「大半が自由意志で来日・在留した者」とする調査結果を発表している。

### 帰国運動

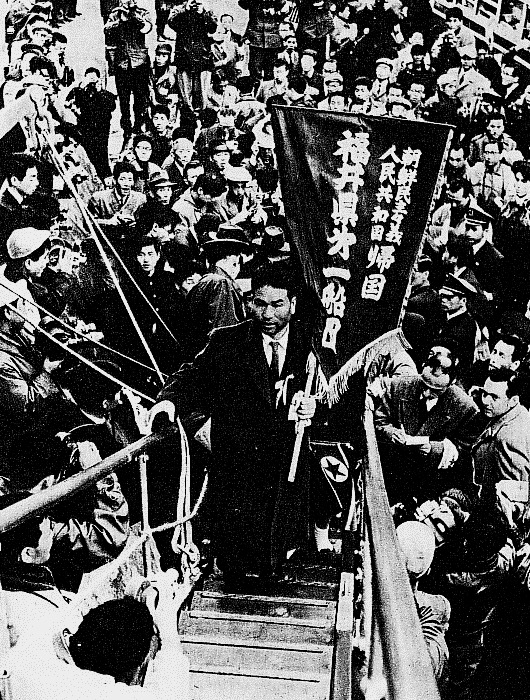
朝鮮民主主義人民共和国に帰国する在日朝鮮人（1960年）

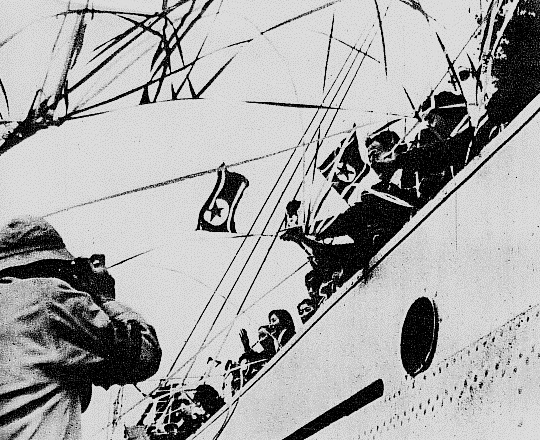
朝鮮民主主義人民共和国の国旗を振りながら帰国する在日朝鮮人（1960年頃）

戦後、在日韓国・朝鮮人の帰国運動が盛り上がったのは、1958年（昭和33年）の日本・北朝鮮赤十字会談の開催からである。「千里馬運動」で労働力を必要とした北朝鮮政府と、当時、生活保護受給者の半数を占めていた在日問題の解決を目指す日本政府、さらには在日韓国・朝鮮人にとって、それぞれの思惑が一致した結果とされる。また、共産主義者を弾圧している韓国に帰還することが困難な者にとっても北朝鮮は希望の地であった。このとき、帰国運動に参加した在日韓国・朝鮮人のほとんどは朝鮮半島南部、すなわち韓国政府が支配する地域の出身者であった。このこともまた、韓国政府による「棄民政策」として、後に様々な方面から批判されている。
日本における在日韓国・朝鮮人団体である在日本朝鮮人総連合会は、北朝鮮政府の指示のもとで在日韓国・朝鮮人の『地上の楽園』北朝鮮への帰国を、強力に勧誘・説得する活動を展開した。当時の韓国は朝鮮戦争による荒廃のため世界最貧国であったが、北朝鮮は国際協調によって共産諸国の支援を受けて発展を遂げ、在日朝鮮人へも支援金を送るほどであった。日本の新聞各社、また民間の研究機関「現代コリア研究所」（旧・日本朝鮮研究所、代表・佐藤勝巳）も、これに同調した。在日韓国人の犯罪発生率が日本人の十数倍に上ること、犯罪者や密入国した韓国人の送還を韓国政府が受け入れないこと、摘発された密入国者を日本国内へ解放するよう韓国政府から要求されるなどの治安上の問題や、在日韓国・朝鮮人の生活保護予算捻出に苦慮していた日本政府は、このキャンペーンに応じた。
当時の内閣総理大臣・岸信介は国会答弁で帰国運動の「人道性」を主張し、北朝鮮への帰国事業を受け入れた。韓国はこれを「北送」と呼んで非難し、韓国居留民団は「北送事業」への反対運動を展開した。韓国政府は日本に工作員を送り込み、テロ活動によって帰還事業の阻止を図った（新潟日赤センター爆破未遂事件）。また、「在日韓国・朝鮮人は強制連行された人々である」と主張するようになった。
大多数にとって出身地（故郷）ではない北朝鮮へ「帰国」した在日韓国・朝鮮人の生活は過酷なものであった。帰国者は北朝鮮においても出身成分による差別にさらされ、一部は強制労働に追いやられた。行方不明者が多く、処刑されたと言われている者も多い。在日韓国・朝鮮人の子弟であるほど、突然にスパイ容疑で強制収容所に送られるケースが多かったとの証言もある。一方、金日成国家主席の後継者となる金正日総書記の妻となった高英姫のように栄達した例もあった。北朝鮮における待遇の実態が次第に在日韓国・朝鮮人社会へ伝わるにしたがって帰国者は激減し、1983年（昭和58年）に帰国者が0人となったことで「帰国運動」（帰国事業）は事実上終結した。
現在では、帰国運動の際に在日韓国・朝鮮人と結婚して帰国運動の際に北朝鮮へ渡った「日本人妻」（一部「日本人夫」）の日本帰国も、日朝間で解決が必要な課題のひとつとなっている。ただし詳細は不明ながら、一時日本へ帰国したものの、再び北朝鮮へ渡る例もある。
テッサ・モリス＝スズキはジュネーブの赤十字社資料から北朝鮮帰国運動の背景を明らかにしており、日本による追放政策としての側面を強調している。一方で脱北者の在日女性は、「北朝鮮は地上の楽園」などという朝鮮総連の嘘の宣伝により北朝鮮へ帰還したとし、朝鮮総連を非難している。
帰国者は北朝鮮における身分制度である出身成分の最下層に分類されている。

## 日韓基本条約・大韓民国との国交樹立
日本国内では、60年安保闘争を経て、1964年（昭和39年）の新幹線開業や東京五輪も成功させるなど高度経済成長は軌道に乗り、日本社会は戦後の混乱から落ち着きを取り戻していた。アメリカは1961年（昭和36年）からベトナム戦争への介入を開始、冷戦は1962年（昭和37年）のキューバ危機で最高潮に達し、その後米ソは対話路線に移行する。
一方、東アジアでは中ソ対立が鮮明になり、中華民国との対立から東京オリンピックに参加していなかった中華人民共和国は、東京五輪開催中の1964年（昭和39年）10月16日に核実験を成功させ文化大革命に突入、北朝鮮は中ソ間を行き来するも援助額は減少し先細りになっていく。1961年、韓国では5・16軍事クーデターにより朴正煕が権力を掌握し民団も支持、しかし第一次経済開発五カ年計画を推進するも1964年には行き詰まり、その打破を目指して1965年2月からベトナム戦争に参戦、同年10月には主力部隊5万人をベトナムに派遣する。

### 韓国籍変更者への協定永住権付与
1965年（昭和40年）6月、日本が韓国を朝鮮半島唯一の国家として承認する「日韓基本条約」および在日韓国人の法的地位について定めた「日韓法的地位協定」などの付随協約が結ばれ、韓国籍申請者にはそれまで暫定的に与えられていた在留資格よりも優遇された「協定永住」資格が与えられ、永住が法的に保証された。
条約批准書交換に際し朴正煕韓国大統領は談話を発表し、この中で在日同胞の苦労の原因を韓国政府の責任とし、それまで在日同胞の一部が共産主義に駆り立てられ加担するようになったことも大部分韓国政府が十分保護できなかった責任であるとした。さらに、朝鮮総連系に加担した者たちの過去の行為を不問に付すとともに、韓国政府による在日同胞の安全と自由についてより積極的に努力し可能な最大限の保護を行うことを約束、また、これまで分別なく故国を捨て日本に密入国を試み抑留され祖国のあるべき国民になれなかった者に対しても、新しい韓国民として前非を問わない姿勢を示し、再びこうした分別のない同胞がいなくなることを希望した。
韓国は民団を通じ朝鮮籍から有利な「協定永住」資格が得られる韓国籍への書き換えを強力に推進、1966年（昭和41年）には民団側も日本全国への韓国領事館の設立支援を決議し、1971年（昭和46年）1月の申請締め切りまでに350,922人が韓国籍を取得するなど民団は大きく勢力を伸ばした。この国籍欄書き換えをめぐって、推進する民団とこれを阻止しようとする朝鮮総連の幹部が、大阪市生野区役所などで激突する事態も発生した。一方北朝鮮は、日本との国交樹立は「二つの朝鮮」「分断の固定化」につながるとして日朝国交樹立に強く反対したため、北朝鮮を支持する在日朝鮮人の法的地位は変わらなかった。

#### 南北対立と融和・影響
朝鮮半島では1968年（昭和43年）1月の青瓦台襲撃未遂事件、プエブロ号事件、翌年にかけての韓国東海岸への武装ゲリラ侵入事件など北朝鮮が南北統一とベトナム派兵の後方撹乱を目的として対南工作を活発化し南北関係が悪化、その後ベトナム戦争の行き詰まりや中ソ対立を背景にデタントの一環として1970年7月に在韓米軍の削減が発表され、米中が接近し始める。
一方、緊張緩和により東西対立最前線としての存在価値を失うことを恐れた南北間では、1971年（昭和46年）4月には北朝鮮が統一会談を提案、1972年（昭和47年）7月4日には南北共同声明（7・4共同声明）が出されるなど一時融和も見られた。
しかし韓国は朴正煕大統領にやって維新体制に移行し、国内統制を強めた。その後の日本国内で発生した主権侵害事件である1973年（昭和48年）の金大中事件、翌1974年（昭和49年）の親北在日韓国人による朝鮮総連に唆された大統領婦人暗殺事件(文世光事件)は南北関係の悪化のほか、日韓関係にも大きな影響をもたらした。韓国政府や国内外の韓国派によって、国際勝共連合など反共主義運動も自民党を巻き込んで展開されていた。その一方で、「進歩的文化人」や教育現場を中心に共産主義・ 親北朝鮮に共感する風潮が高まった。日本国内では、革新派日本人にベ平連や70年安保闘争、「戦争を知らない子供たち」の流行など反戦運動の盛り上がりや金大中事件などを通じ、反軍事政権・反韓国・親北朝鮮・親 東側諸国の感情が高まっていった。革新自治体も1960年代中盤から1970年代後半までは都市部を中心に続出した。

### 在日朝鮮・韓国人における「権利」の拡大と特権問題
1967年（昭和42年）の在日朝鮮人の脱税容疑に関連する強制捜査に端を発し、日本社会党議員が仲介し、在日民族団体を通じた所得税や事業税への減免が開始さた。(五項目の合意事項)
地方自治体ではその前後から、朝鮮学校など朝鮮総連関連施設への諸税減免、桑名市や伊賀市など一部地域では在日韓国・朝鮮人への住民税などの税金減免も行われ始めた。 桑名市と伊賀市では1960-1970年代に開始され、2006-7年に廃止された。
朝銀信用組合（朝銀）や商銀信用組合（商銀）といった民族系信用組合が日本全国に次々設立され、在日朝鮮人による商工会、朝銀、朝鮮総連を通じた「祖国への貢献」も始まった。1968年（昭和43年）からの北朝鮮への帰還事業の一時中断、同年の金嬉老事件、1970年（昭和45年）の日立就職差別事件などを経て、1975年（昭和50年）には坂中英徳が「坂中論文」で帰国ではなく日本定住を前提にした法的地位や国籍問題の解決を提唱するなど、日本社会も在日社会も「併合時代の遺物としての在日」から日本の定住者への脱却の道を模索し始める。

### 難民条約批准と社会保障
1981年（昭和46年）、日本の難民条約批准を受け、翌1982年（昭和47年）「出入国管理令」が「出入国管理及び難民認定法」と改められ、韓国籍以外の朝鮮籍・台湾籍平和条約国籍離脱者には「特例永住」制度により特例として永住許可が与えられた。また、それまでは例えば国民健康保険には「外国人である」在日韓国・朝鮮人は当該自治体が条例を制定しなければ加入・保険料納付が出来ず、医療費は全額自己負担だったが、難民条約に定められた難民に対する各種の保護措置を確保するため、国民年金法、児童扶養手当法などの社会保障関係法令から国籍要件を撤廃するなどの法整備が行われ、初等教育、国民年金、児童扶養手当、健康保険などについて日本国民と同一待遇を受けられるようになった。
さらに、国民年金を受給するには60歳までに最低25年間の加入期間が必要であったが、1986年（昭和61年）の制度改正により平和条約国籍離脱者は20歳以上60歳未満のうち1961年4月から1981年12月まで「在日外国人」であった期間も遡って老齢基礎年金の加入期間（通称「カラ期間」）として追加されることになった。
ただし、この措置によっても1986年に60歳を超えていた人（1926年（大正15年）以前に出生した者）は加入資格を満たすことができず、また告知も不十分だったとして、一部の在日コリアンにより訴訟がおこされたが、2014年現在、在日コリアン側の敗訴が続いている。一部自治体では実質的には老齢福祉年金や障害基礎年金の代わりに在日外国人に支給するものとして福祉給付金が導入されている。

### 一般韓国人の留学・旅行自由化による新在日韓国人の発生
韓国では留学自由化が1980年の初めに実施され、それ以降に来日した韓国人はニューカマーと呼ばれるようになる。1987年（昭和62年）には45歳以上の海外旅行を自由化、1988年（昭和63年）のソウルオリンピックを経て1989年（平成元年）には完全自由化された。    

#### 日本の一般韓国人への査証免除
韓国の自国民への海外渡航解禁と韓国経済発展に伴い人々の往来も活発化、さらに2005年（平成17年）、愛知万博を期に日本政府は観光や商用目的など90日以内の短期滞在について査証(ビザ)を時限付きで免除、その後恒久化した。

#### 新旧在日韓国人の確執
また、ニューカマー在日韓国人が増え続けているのに対し、オールドカマーである特別永住者は死去と帰化で減少傾向にあるが、元々オールドカマーにはニューカマーを民団などの在日組織から排斥する傾向も見られ、そのためニューカマーが「在日本韓国人連合会」を組織するなど新・旧在日韓国人間で確執もみられる。特に民団は韓国政府の補助金を受けているのにニューカマー受け入れに消極的だとの批判が強く、また、民団の政府補助金をめぐる虚偽報告問題に際しても、民団の問題点として組織運営の閉鎖性、本国への依存深化、過度な政治志向、葛藤の調整力の乏しさ、文化的貧困などが指摘された。
そのような新旧間の確執の一つは2007年（平成19年）の東京韓国学校のカリキュラムをめぐる内紛となって表面化した。また、韓国の在外選挙権獲得運動において、欧米の在外韓国人の一部は、日本での外国人参政権獲得運動に比べ本国参政権獲得議論に消極的な在日社会を指して「在日韓国人はどうしてアクションを起こさないのか。民団の消極的姿勢は、参政権付与反対と言っているに等しい」と非難する声も見られた。
2010年6月2日の第5回韓国全国同時地方選挙に際しては、祖国での初めての投票を行った在日韓国人に対し「母国に住む在日韓国人」という表現も使われるなど、日本語を母語とし文化的にも日本人的であるオールドカマー集団は韓国本国から見ても、日本以外の在外同胞社会から見ても特異な集団であるとみなされることがある。また、オールドカマーの側でも、自身を日本人でも韓国（朝鮮）人でもない「在日人」と規定する動きが見られる。

## 特別永住制度導入による定住化
日韓法的地位協定第二条で協定永住者の日本での居住については、大韓民国政府の要請があれば効力発生の日から25年を経過するまでは協議を行なうことになっていたことを受けて1988年からいわゆる「在日三世問題」について協議が続けられた。
1991年（平成3年）1月10日海部俊樹総理大臣訪韓時に「日韓法的地位協定に基づく協議の結果に関する覚書」（日韓外相覚書）が交わされた。この中で、在日韓国人が日本でより安定した生活を営むことができるようにすることが重要であるという認識に立ち、永住手続きの簡素化と指紋押捺の廃止、退去強制事由の限定（内乱・外患罪、国交・外交上の利益に係る罪及びこれに準ずる重大犯罪に限定し麻薬取締法違反は除外）、再入国許可の出国期間を最大限5年に延長、外国人登録証の携帯制度の運用の弾力化、民族教育への配慮、公立学校教員としての採用と地方公務員への採用機会の拡大などが日本政府の対処方針として表明され、さらに、大韓民国政府より地方自治体選挙権についても要望が表明された。

### 入管特例法による特別永住制度導入
これを踏まえ、同年11月1日に「日本国との平和条約に基づき日本の国籍を離脱した者等の出入国管理に関する特例法」（入管特例法）が施行され、「協定永住」と「特例永住」は「特別永住」として永住資格が一本化された。また、これと同時に中国残留孤児やフィリピンの日系人家族などを想定した「定住者」という法的地位も新設された。
同年3月22日には文部省が都道府県教育委員会などに、在日韓国人などの教員採用試験の受験を認めるとともに、選考合格者には任用の期限を附さない「常勤講師」として採用するよう通知した。1993年には外国人登録法が改正され特別永住者の指紋押捺制度が廃止された。

#### 民団の定住化方針移行による改名
1994年（平成6年）以降、在日本大韓民国居留民団は、団体名から仮住まいの意味としての「居留」という文字を外して在日本大韓民国民団に改め、日本国での居留ではなく定住を標榜することを明らかにするとともに、外国人地方参政権の獲得、国籍条項撤廃、在日無年金問題などの運動を強化するようになった。一方、朝鮮総連は外国人参政権獲得運動は韓国政府の棄民政策や、日本政府による同化・帰化政策に追随するものだとしてこれら民団の動きに反対した。

## 北朝鮮による各種問題・核ミサイル開発
1987年（昭和62年）11月29日、大韓航空機爆破事件が起こる。当初、拘束された被疑者は日本旅券を保有していたが、その後の調査で偽造旅券であり、日本から拉致された日本人により教育されたとされる北朝鮮工作員であることが判明した。ソウルオリンピック開催の妨害を目的としていたとされるが、北朝鮮によるテロであることが明らかになるにつれ東側諸国はソウルオリンピックへの参加を決めるなど、北朝鮮の思惑とは裏腹の結果となった。その後も北朝鮮の反対を押し切り1990年にソ連が、1992年には中国が韓国と国交を樹立、北朝鮮は孤立を深め核兵器開発へと傾倒していく。
また、1990年代に入り日本のバブル景気が崩壊、「学習組」の指揮下北朝鮮への不法送金を行っていた朝銀信用組合も、不動産投資にのめりこんでいた商銀信用組合や多くの日本の金融機関とともに1990年代後半から次々と破綻、朝銀救済のために投入された公的資金は最終的に約1兆4千億円に上り批判が集まった。その後の破たん処理の過程で担保とされていた朝鮮総連本部ビルや朝鮮学校などが差し押さえられている。
1994年（平成6年）の金日成の死去に伴う金正日体制移行への世襲批判、北朝鮮が「苦難の行軍」と呼ぶ1990年代半ばの飢饉を経て弱体化していたところに在日社会という重要な資金源の一つを失った北朝鮮は「太陽政策」を掲げていた韓国や民団、日本との関係改善にも意欲を見せた。しかし2002年平壌で行われた日朝首脳会談で北朝鮮による日本人拉致問題を認めたことで日本の対北感情は極度に悪化、それまで拉致問題は捏造であるとしてきた朝鮮総連や北朝鮮支持者などに厳しい目が向けられ、日本国籍を取得したり朝鮮籍から韓国籍に書き換えるものが続出し、1990年代末には10万人を超えていた朝鮮籍保持者は、2015年末時点では3万人あまりになっている。
また、朝鮮半島非核化を目指した米朝枠組み合意や朝鮮半島エネルギー開発機構 (KEDO) の失敗、度重なる北朝鮮によるミサイル発射実験の影響により、2006年（平成18年）、国際連合安全保障理事会では決議1695が採択され、同年の民団と朝鮮総連の「5.17共同声明」も民団側が白紙撤回、さらに同年の北朝鮮の核実験を受け国際連合安全保障理事会決議1718が採択された。
2009年（平成21年）には北朝鮮の再度の核実験を受け国際連合安全保障理事会決議1874に基づく制裁が決定され、日本でも万景峰号の入港禁止や北朝鮮への輸出・送金禁止、送金制限に違反した在日外国人の再入国禁止措置などが採られた。
2010年（平成22年）5月28日には日本で「国際連合安全保障理事会決議第千八百七十四号等を踏まえ我が国が実施する貨物検査等に関する特別措置法」（臨検特措法）が可決、2012年12月の弾道ミサイル発射を受け2013年1月には追加制裁を含む国際連合安全保障理事会決議2087が採択され、これを受け日本政府も制裁を強化するなど、北朝鮮との交流はさらに細ってきている。
2014年（平成26年）には拉致問題再調査に関する「ストックホルム合意」により、日本が独自に行なっていた制裁の一部を解除したが、その後の朝鮮総連のマツタケ不正輸入事件に関連し北朝鮮が政府間協議を中断した。
一方、六者会合の機能停止、2010年の延坪島砲撃事件、2011年の金正日死去と金正恩の世襲などもあり、日朝交流がほぼ停止状態であるにもかかわらず、朝鮮総連を中心とした祖国訪問事業は続けられている。朝鮮学校の生徒たちも毎年旧正月に行われる「学生少年たちの迎春公演」などを中心に北朝鮮を訪問、祖国とのつながりを深める中で朝鮮人としての誇りを感じ、民族心を育む機会とするだけでなく、北朝鮮指導部に対する忠誠を示す機会ともなっている。
他方、国連決議違反である核実験や弾道ミサイル発射実験などを繰り返す北朝鮮指導部に対する礼賛教育や、日本と国交を持つ韓国やアメリカを敵視し民族の分断につながる教育を韓国籍を持つ在日韓国・朝鮮人にも行う朝鮮学校に対し援助を行うことは、国際的な立場からも、拉致問題の解決を訴える日本人の立場からも好ましくないとして、2012年、文部科学省は高校授業料無償化を朝鮮学校には適用しないという方針を示した（なお、各種学校である外国人学校でもコリア国際学園や韓国系の東京韓国学校は就学支援金支給対象となっている）。
また、補助金不正受給問題もあり、朝鮮学校に対する援助を見送る地方自治体が続出した。横浜市では、朝鮮学校補助金打ち切り後、朝鮮学校の生徒・児童を対象に直接学費補助を行っていたが、これを保護者から朝鮮学校側へ納付させられていたことが問題になった。韓国籍を持つ在日韓国・朝鮮人に対する朝鮮学校での北朝鮮礼賛教育は、文世光事件再発が懸念されるだけでなく、韓国籍を持ちながら2010 FIFAワールドカップに北朝鮮代表として出場し、後に韓国のKリーグクラシックでプレーすることとなった鄭大世が、海外のテレビ番組で金正日総書記を「尊敬している」と発言したことを受けて、韓国の検察に国家保安法違反容疑で捜査される事態にもつながった。

## 現在
今日、在日韓国・朝鮮人は、日本で民族的アイデンティティーを重視した独自のコミュニティーを形成する者、新たに形成することを志す者、帰化する者、日本人配偶者を得て日本人として生きている者、それらの中間的立場や混合的立場をとる者、と生き方している。
在日韓国・朝鮮人の諸組織・朝鮮学校からは、民族教育の必要性が主張されてきた。しかし、同胞に誘われたり、自発的に入学、普通学校から転入など朝鮮学校に通っていた者が同胞教師からの暴力や反米反日金日成崇拝洗脳教育、日本語使ったことを暴露して追い込んでくる「友人」など同級生との自己批判という毎日の総括などの衝撃から朝鮮学校に批判的な立場を取ったり、民族的なモノから忌避する者が増えて人口比から言っても入学する割合が減少している。
朝鮮学校の卒業生は、各種学校卒のため、日本の学制から除外されているが、国公立大学でも2004年前後から朝鮮学校の卒業を大学入学資格として認定されている。在日韓国・朝鮮人であることを明らかにして、本名で活動する人が以前増えている。日本側では大衆には韓国という国家への認知度は低かったが、2002年FIFAワールドカップ日韓共催、2005年頃から韓流によって韓国への認知度があがっている。オウム真理教の幹部だった村井秀夫を殺害して懲役を終えた元暴力団の在日韓国人男性は2012年のインタビューで「今はリサイクル関係の仕事をしながら、北朝鮮拉致被害者救出の署名集めをしています。僕は在日社会が拉致事件でもっと動くべき、というのが持論です」と拉致問題への在日社会の消極的関与姿勢への意見を述べている。

### 社会的地位
社会的地位の指標として最も重要と考えられている教育年数、職業威信スコアの平均値はいずれも在日韓国・朝鮮人は日本人と同等（差が統計学的に誤差の範囲内におさまっている）である。教育年数、職業威信スコアと並んで社会的地位の指標として重要と考えられている収入には統計学的に有意な差異があり、関西学院大学金明秀教授と埼玉大学福岡安則教授による調査（1997年）、SSM調査研究会による社会階層と社会移動全国調査（1995年）では在日韓国・朝鮮人の方が収入は高くなっている。

### 帰化と日本国籍取得

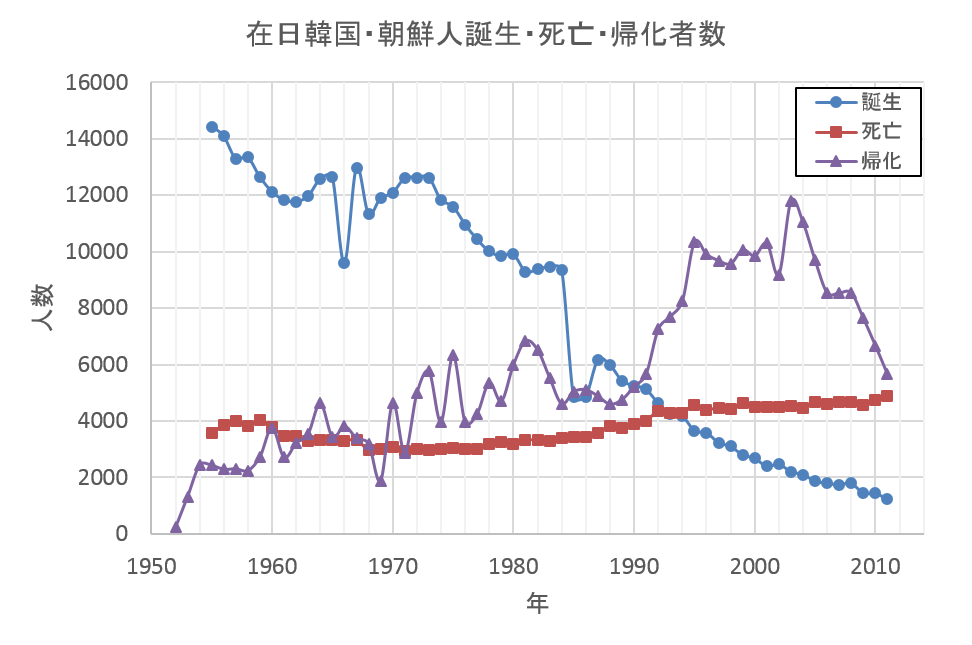
在日韓国・朝鮮人誕生・死亡・帰化者数

帰化後に利用出来る文字は2008年以前では一部制限があり「澤」・「濱」といった文字が使用できなかった、また「崔」・「鄭」といった韓国人の代表的な名字の利用も出来なかったが2009年に施行された改正国籍法に伴う法務省の通達で利用できる文字が拡大した。
在日韓国・朝鮮人から日本に帰化する者の数は、95年に一万人を超えたのを皮切りに年間で毎年4000 - 5000人に上っている。帰化を許可された者は国籍法第10条に基づき、『官報』に帰化前の名前・住所・生年月日が公示される。
また1990年代までに比べれば、韓国・朝鮮系日本人にも韓国・朝鮮系であることを公表する者が増えている。更に最近になると、韓国・朝鮮系は被差別属性であると一方的に決めることこそ差別にほかならず、このような主張をする者は（韓国・朝鮮系か、その他であるかを問わず）いわゆるソーシャル・ジャスティス・ウォーリアーに過ぎないと主張する韓国・朝鮮系日本人も存在する。